# 1991 في كوريا الجنوبية
فيما يلي قوائم الأحداث التي وقعت خلال عام 1991 في كوريا الجنوبية.

## أحداث
- 30 مارس – الحكومة الكورية الجنوبية تنشئ وكالة التعاون الدولي الكورية، الشبكة الطوعية التي تقدم المساعدة والتعاون التقني إلى الدول النامية.

## برامج ومسلسلات وأنمي
- إنكيغايو

## مواليد

### يناير
- 9 يناير – مون سانغ يون لاعب كرة قدم كوري جنوبي.
- 13 يناير – غو ها را مغنية كورية جنوبية.

### فبراير
- 8 فبراير – نام ووهيون
- 21 فبراير – جي سو يون لاعبة كرة قدم كورية جنوبية.

### مارس
- 3 مارس – باك تشو رونغ
- 8 مارس – يون جي سونغ مغني كوري جنوبي.
- 10 مارس – مير مغني كوري جنوبي.
- 28 مارس – هويا
- 29 مارس – أيرين

### مايو
- 2 مايو – جين وون
- 14 مايو – كيم كيونغ جونغ لاعب كرة قدم كوري جنوبي.
- 20 مايو – تشوي هاي را سبّاحة كورية جنوبية.
- 22 مايو – سوهو مغني كوري جنوبي.
- 28 مايو – جي دونغ وون لاعب كرة قدم كوري جنوبي.

### يونيو
- 21 يونيو – من مغنية كورية جنوبية.
- 23 يونيو – هوانغ سونج-مين لاعب كرة قدم كوري جنوبي.
- 24 يونيو – كيم مين غو لاعب كرة سلة كوري جنوبي.
- 24 يونيو – لي جيونغ-هيوب لاعب كرة قدم كوري جنوبي.
- 28 يونيو – سوهيون
- 28 يونيو – كانغ من هيوك كانغ مين هيوك هو مغني وممثل ولد سنة 28 جوان 1991 وهو عضو في الفرقة الكورية الجنوبية cn.blue.
- 29 يونيو – سوك هيون جوك لاعب كرة قدم كوري جنوبي.

### يوليو
- 1 يوليو – باك سو يون سبّاحة كورية جنوبية.
- 2 يوليو – كيم غو أون ممثلة كورية.
- 3 يوليو – كيم جونغ كيو لاعب كرة سلة كوري جنوبي.
- 3 يوليو – نام تاي هي لاعب كرة قدم كوري جنوبي.
- 29 يوليو – كيم جون سو لاعب كرة قدم كوري جنوبي.

### أغسطس
- 9 أغسطس – هيزي مغنية كورية جنوبية.
- 13 أغسطس – بايك سونج دونج لاعب كرة قدم كوري جنوبي.
- 27 أغسطس – إي سونغ يول

### سبتمبر
- 14 سبتمبر – نانا مغنية كورية جنوبية.
- 15 سبتمبر – إي جونغ شن
- 23 سبتمبر – كي مغني كوري جنوبي.
- 26 سبتمبر – كيم جين وو مغني كوري جنوبي.
- 28 سبتمبر – جانغ هيون سو لاعب كرة قدم كوري جنوبي.

### نوفمبر
- 16 نوفمبر – باك هيونغ شك

### ديسمبر
- 9 ديسمبر – تشوي من هو مغني كوري جنوبي، راقص، رابر، ممثل، عارض أزياء، رياضي.
- 11 ديسمبر – هيورين مغنية كورية جنوبية.

## وفيات

### يونيو
- 5 يونيو – هو جونغ سوك (مواليد 1902)